# Frontera entre Kenya i el Sudan del Sud
La frontera entre Kenya i Sudan del Sud és la línia fronterera de 232 kilòmetres, en sentit Est-Oest, al sud-est de Sudan del Sud (província Equatòria Oriental), que separa aquest país de Kenya, província de Rift Valley.

## Traçat
Són dos trets gairebé rectilinis. El més curt, a l'oest, comença al trifini entre ambdós països amb Uganda o va a parar al nord-est fins l'inici del tros més llarg. que segueix la direcció dels paral·lels fins al trifini d'ambdós països amb Etiòpia, dins de l'extrem nord del llac Turkana (antic llac Rodolf). Al nord d'aquest traçat hi ha el triangle d'Ilemi. Aquest territori, la base meridional del qual és el tret major de la frontera, és una àrea de 10.200 a 14.000 km² reivindicada, abans de la independència del Sudan del Sud en 2011, pel Sudan, Etiòpia i Kenya, qui l'ocupa des d'aleshores com a zona en disputa entre els tres estats.
La frontera correspon a l'antiga frontera entre el Sudan (avui a Equatòria Central, Sudan del Sud) i Kenya, ja que amb la independència del Sudan del Sud en juliol de 2011 la frontera del costat sudanès passà a control sud-sudanès. La frontera entre Kenya i Sudan fou definida oficialment en 1956, quan Sudan va obtenir la independència d'Egipte i el Regne Unit, dels quals havia constituït des de 1898 el protectorat anomenat Sudan Angloegipci.